# Bosonová hvězda
Bosonová hvězda je hypotetický astronomický objekt tvořený částicemi nazývanými bosony (běžné hvězdy jsou zformovány z fermionů). Aby mohl takový typ hvězdy existovat, musí existovat stabilní typ bosonu s malým obsahem hmoty. Od roku 2002 neexistuje žádný významný důkaz, který by podporoval existenci takových hvězd, avšak teoreticky by je bylo možné nalézt pomocí pozorování gravitačních vln vyzařovaných dvojicí navzájem se obíhajících bosonových hvězd.
Bosonové hvězdy by mohly vznikat při gravitačním kolapsu v prvotních fázích Velkého třesku. Při nejmenším v teorii obří bosonová hvězda může existovat v jádru galaxie a tím by bylo možno vysvětlit mnohé vlastnosti aktivních galaktických jader. Tyto hvězdy byly též navrženy jako kandidáti na objekty temné hmoty. 